# Giancarlo Fisichella
Giancarlo Fisichella (* 14. Januar 1973 in Rom) ist ein italienischer Automobilrennfahrer und Rennsportunternehmer.
Er fuhr von 1996 bis 2009 in der Formel 1 und gewann dort drei Rennen. Seine beste Gesamtplatzierung erzielte er 2006 mit dem vierten Weltmeisterschaftsrang. Fisichella hat 229 Formel-1-Rennen bestritten. Von Mitte 2009 bis 2012 stand Fisichella beim italienischen Traditionsrennstall Ferrari unter Vertrag und war dort ab 2010 Test- und Ersatzfahrer.
1994 war Fisichella italienischer Formel-3-Meister.

## Fahrerkarriere

### Anfänge im Motorsport
Von 1984 bis 1988 nahm Fisichella an der Minikart Championship in Italien teil, 1989 wurde er Zweiter bei der Kart-Europameisterschaft. Ein Jahr später war er bereits Zweiter bei der Weltmeisterschaft in derselben Kategorie. Nach weiteren Karterfolgen wechselte er 1992 in den Formelsport und nahm zum ersten Mal an der italienischen Formel-3-Meisterschaft teil. Er beendete die Saison als Achter, 1993 wurde er Zweiter. Schließlich gewann er 1994 die italienische Formel-3-Meisterschaft mit zehn Siegen. 1995 nahm er an der Deutschen Tourenwagen-Meisterschaft (DTM) sowie der International Touring Car Championship (ITC) auf Alfa Romeo teil. Er wurde Zehnter in der ITC und 15. in der DTM. Dabei konnte er sich so profilieren, dass das Minardi-Formel-1-Team ihm ein Cockpit für die Saison 1996 anbot. Parallel bestritt er die komplette Saison der ITC und belegte mit sechs Podest-Platzierungen den sechsten Gesamtrang.

### Formel 1

#### Minardi (1996)
Am 10. März 1996 debütierte Fisichella beim Großen Preis von Australien in der Formel 1, schied jedoch mit Kupplungsschaden aus. In sieben weiteren Rennen konnte sich der Italiener aufgrund des unterlegenen Materials kaum in Szene setzen. Nach dem Großen Preis von Großbritannien musste er sein Cockpit für den mit reichlich Sponsorengeldern ausgestatteten Giovanni Lavaggi räumen und beschränkte sich für den Rest des Jahres auf weitere Einsätze in der ITC und als Testfahrer für Ferrari. Für die Saison 1997 entschied sich Teambesitzer Eddie Jordan, dem jungen Italiener einen Stammplatz in einem seiner Rennautos anzubieten. Fisichella nahm das Angebot an.

#### Jordan I (1997)
Als Teamkollege wurde dem Römer der deutsche Debütant Ralf Schumacher zur Seite gestellt. Da das Jordan-Team ein schnelles und über weite Strecken zuverlässiges Auto gebaut hatte, hatten beide Fahrer die Gelegenheit, gute Ergebnisse zu erzielen und sich auf diese Weise für höhere Aufgaben zu empfehlen. Nachdem zu Saisonbeginn Schumacher einen leichten Vorteil gegenüber Fisichella aufgewiesen hatte, überflügelte der Italiener den Deutschen spätestens ab Saisonmitte. Beim Großen Preis von Deutschland qualifizierte sich Fisichella überraschend für den zweiten Startplatz und führte das Rennen kurze Zeit an, bevor er sich dem Österreicher Gerhard Berger beugen und später mit technischem Defekt aufgeben musste. Spätestens nachdem der Römer auf der als Fahrerstrecke bekannten Bahn von Spa-Francorchamps im strömenden Regen den zweiten Platz hinter Michael Schumacher belegt hatte, galt er als das größte Nachwuchstalent der Saison. Mit 20 Punkten belegte er in der Weltmeisterschaft Platz acht und wurde von Benetton-Teamchef Flavio Briatore für die nächste Saison zurückgekauft. Sowohl Jordan wie auch Benetton erhoben Anspruch auf Fisichellas Dienste für die 1998-Saison. Nach Verhandlungen beim Contract Recognition Boards und später am High Court in London wurde Fisichella Benetton zugesprochen.

#### Benetton (1998–2001)

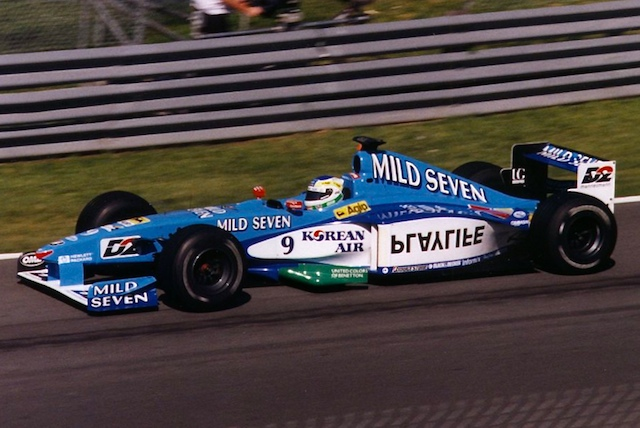
Fisichella im Benetton, 1999

Das Team Benetton konnte jedoch nicht mehr an alte Erfolge anknüpfen. Briatore überließ die Leitung dem Engländer David Richards, Renault hatte sich als Motorenlieferant zurückgezogen und einige Techniker waren zur Konkurrenz abgewandert. Fisichella bekam erneut einen Neuling als Teamkollegen: Den Österreicher Alexander Wurz, der bisher Testfahrer bei Benetton gewesen war und 1997 den erkrankten Gerhard Berger für drei Rennen erfolgreich vertreten hatte. Um Siege und um den Kampf um die Weltmeisterschaft konnte man jedoch nicht mitfahren. Der Italiener schaffte es 1998 zwar zweimal aufs Podest und fuhr beim chaotischen Qualifikationstraining am A1-Ring seine erste Pole-Position heraus, verschlechterte sich aber in der Endabrechnung im Vergleich zum Vorjahr um einen Platz. Auch 1999 lief es nicht besser: Die Benetton-Boliden waren zu langsam und die Kundenmotoren von Supertec zu schwach, so dass es für Fisichella nur zu unregelmäßigen Punkteplatzierungen reichte.
Nachdem auch das Jahr 2000 keine Steigerung zugelassen hatte, sprachen Experten davon, dass Fisichellas Talent verschwendet worden sei. Fisichella blieb jedoch auch in der Saison 2001 bei Benetton. Er versprach sich allein davon Besserung, dass Renault als Motorenlieferant offiziell zurückgekehrt war und das Benetton-Team ein Jahr später übernehmen sollte. Und auch Briatore übernahm wieder die Position des Teamchefs. Trotzdem erreichten Fisichella und sein neuer Teamkollege Jenson Button in der ersten Saisonhälfte nur mit Mühe Top-Ten-Platzierungen. In Spa-Francorchamps in Belgien gelang es Fisichella überraschend, auf den dritten Platz zu fahren. Briatore bot Fisichella eine Vertragsverlängerung an, ohne darin jedoch die Bezüge des Italieners zu erhöhen. Fisichella lehnte mit dem Hinweis auf den mangelnden Respekt Briatores vor seiner Leistung und die lange Leidenszeit in nicht ausreichend konkurrenzfähigen Benetton-Rennern ab. Sein Ex-Teamchef Eddie Jordan dagegen bot Fisichella einen gut dotierten Vertrag für zwei Jahre an, den der Römer sogleich unterschrieb. Er hegte die Hoffnung, mit dem von Honda werksunterstützten Jordan künftig bessere Chancen auf vordere Platzierungen zu haben.

#### Jordan II (2002–2003)

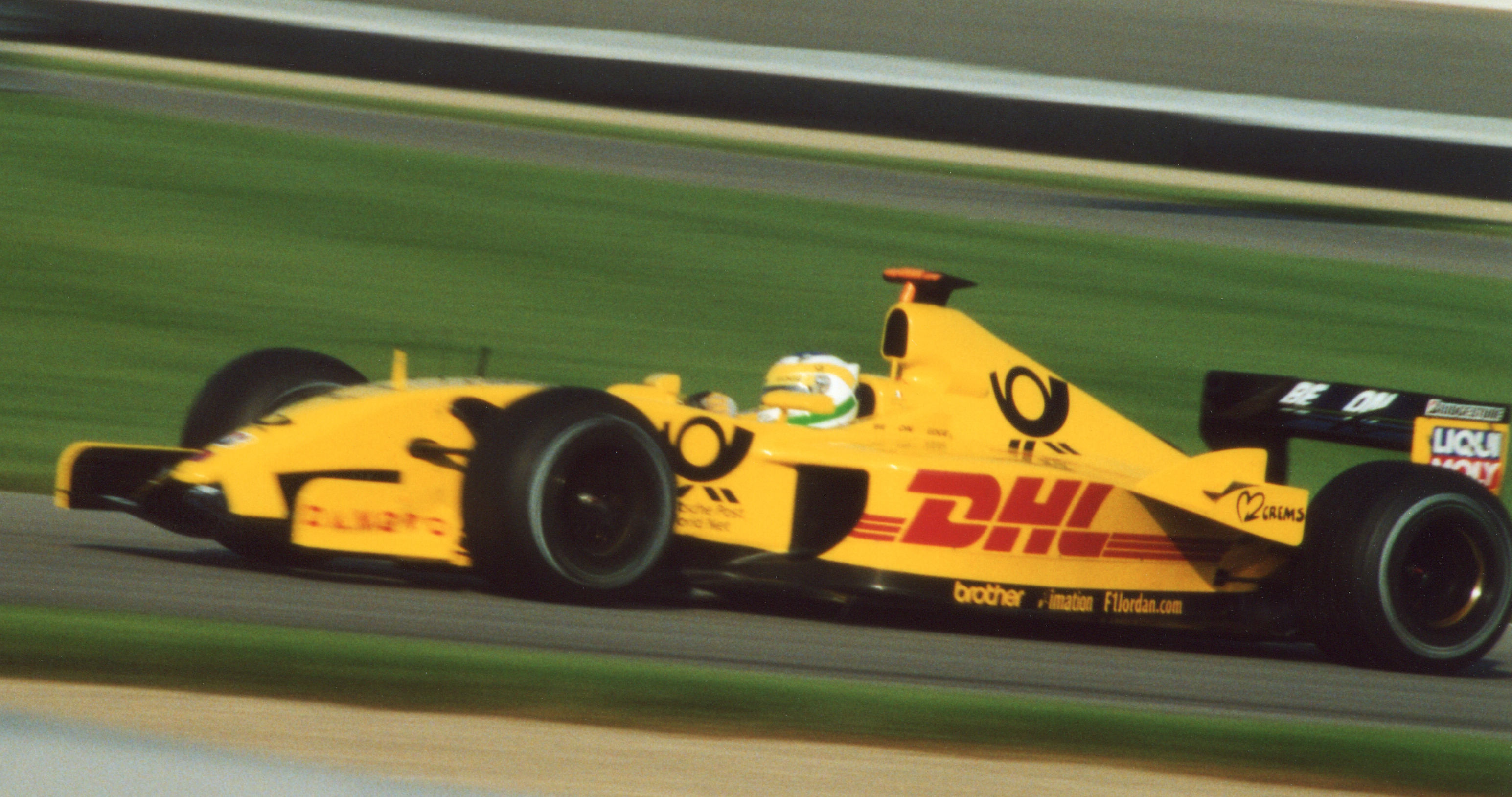
Fisichella im Jordan, 2002

Fisichellas Rückkehr fiel jedoch in eine für das Team schwierige Zeit, in der es unter dem Druck stand, die Erfolge früherer Jahre und die Unterstützung von Motorenlieferant Honda zu rechtfertigen. Der Jordan des Jahres 2002 war aerodynamisch zu kompliziert. Fisichella und sein japanischer Teamkollege Takuma Satō konnten nur selten Punkte einfahren, so dass sich Honda am Jahresende wie erwartet als Werkspartner von Jordan zurückzog und sich ganz auf das Konkurrenzteam BAR konzentrierte. Für die Saison 2003 musste das Team Kundenmotoren von Ford kaufen. Dem Team ging es finanziell schlecht, sodass als zweiter Fahrer der irisch-britische Ralph Firman verpflichtet wurde, der neben Titeln in Nachwuchsformeln auch viel Geld mitbrachte. Ausgerechnet in dieser ungünstigen Lage gelang Fisichella sein erster Sieg beim chaotischen Großen Preis von Brasilien, als er im Regen Gegner um Gegner überholte und durch einen Boxenstopp des führenden Kimi Räikkönen an die Spitze gelangte, bevor das Rennen wegen schwerer Unfälle von Mark Webber und Fernando Alonso abgebrochen wurde. Für die nächste Saison bot ihm Peter Sauber einen Platz in seinem Team an, den er mangels besserer Alternativen annahm.

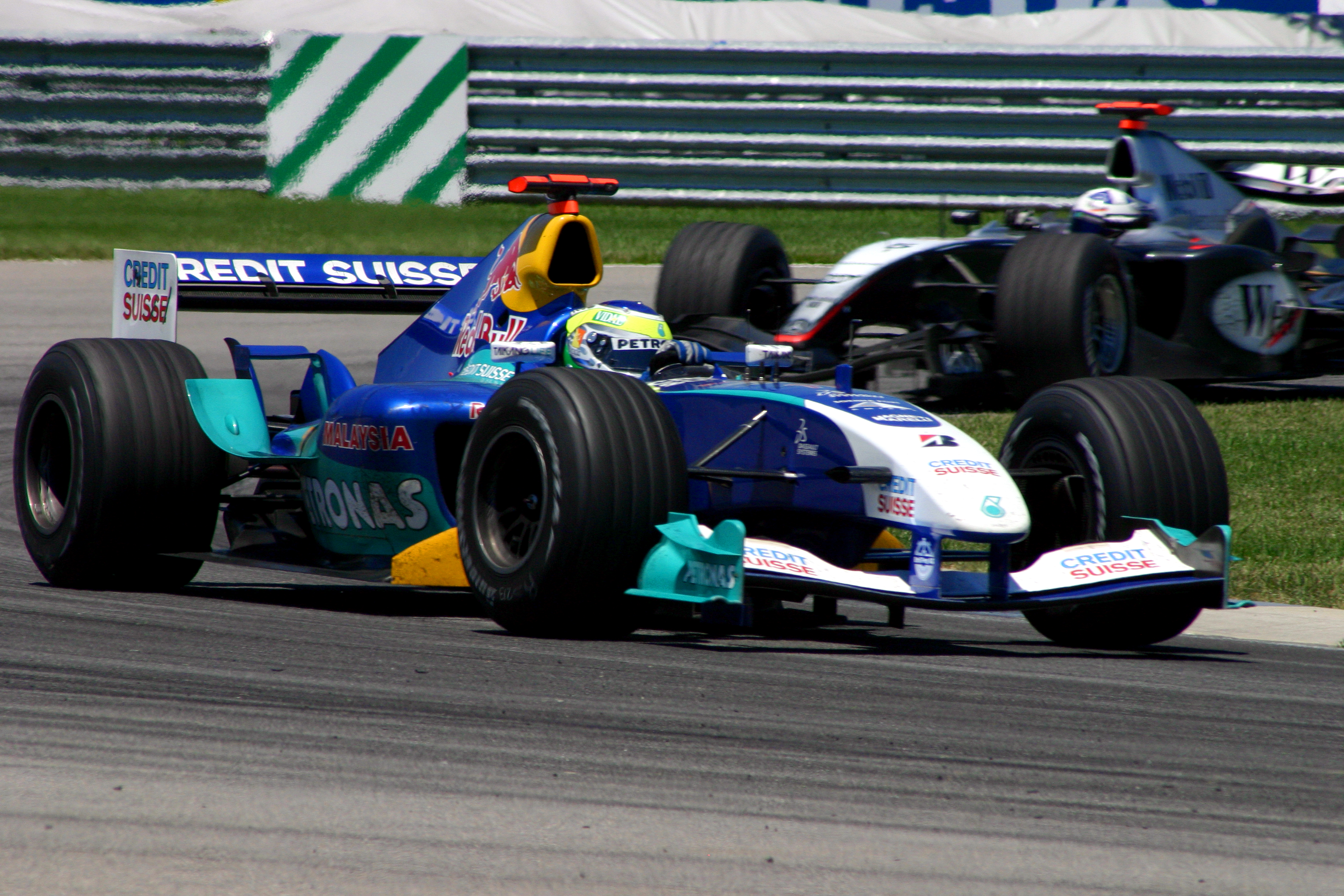
Fisichella im Sauber, 2004

#### Sauber (2004)
In der Saison 2004 konnte Fisichella wieder regelmäßig um WM-Punkte kämpfen, wenn der Sauber C23 auch nicht zu Siegen oder Podestplätzen fähig war. Aufmerksamkeit verschaffte dem Italiener vor allem, dass er seinen als großes Talent gehandelten Teamkollegen Felipe Massa jederzeit fest im Griff hatte. Beim Großen Preis von Großbritannien startete er vom letzten Startplatz aus und wurde mit einem randvoll betankten Wagen Sechster, was ihm die Anerkennung seiner Kollegen und der Fachpresse einbrachte. Als Flavio Briatore den Italiener Jarno Trulli beim Topteam Renault ausbootete und Fisichella das Renault-Cockpit ab 2005 anbot, sagte dieser sofort zu.

#### Renault (2005–2007)

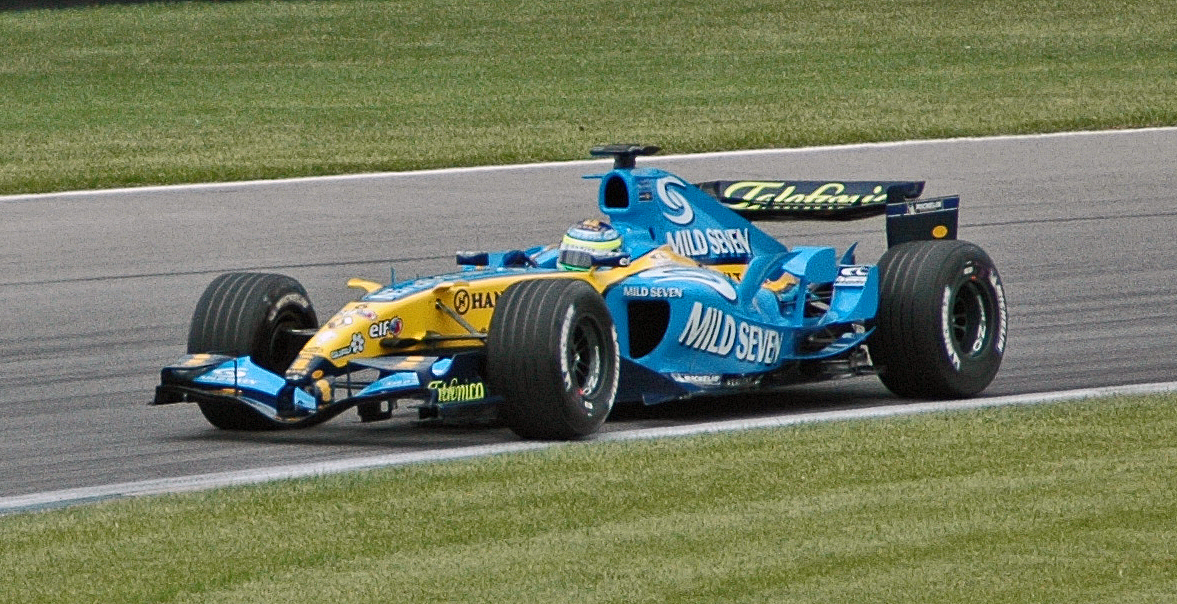
Fisichella 2005 im weltmeisterlichen Renault R25

2005 stieß Fisichella bei Renault auf den Spanier Fernando Alonso. Die Wintertests zeigten schon vorab, dass der Renault R25 ein siegfähiges Auto war. Erstmals in seiner langen Karriere saß der Italiener also in einem absoluten Top-Auto. Das Auftaktrennen in Australien konnte Fisichella dann auch gewinnen, während Alonso nach einigen Problemen Dritter wurde. Danach konnte Fisichella jedoch zum ersten Mal seinen Teamkollegen nicht regelmäßig schlagen und wurde vom Spanier im Laufe der Saison deutlich überboten. Während Alonso Weltmeister wurde, schloss Fisichella die Saison als Fünfter der WM-Wertung ab. Auf seiner Lieblingsstrecke Suzuka musste er den sicher geglaubten Sieg eine Runde vor Schluss noch an Kimi Räikkönen abgeben.
Für 2006 versprach er Besserung und begründete seine erste Renault-Saison mit der Eingewöhnung ins Team und dem Umstieg auf Michelin-Reifen. Aber auch im zweiten Jahr erzielte sein Teamkollege Alonso bessere Ergebnisse, gewann sieben Rennen und holte sich seinen zweiten WM-Titel, während Fisichella sich mit einem Sieg und regelmäßigen vorderen Punkteplatzierungen zufriedengeben musste. Im Endklassement konnte er sich auf Rang vier verbessern. Als Alonso das Team in Richtung McLaren verließ, legte sich Fisichella für die Saison 2007 den WM-Titel als Ziel fest. Noch im Winter musste er seine Aussage wieder revidieren, da feststand, dass der Renault R27 eine Fehlkonstruktion war und nicht zu Siegen taugte. Seinen neuen Teamkollegen Heikki Kovalainen konnte Fisichella in der ersten Saisonhälfte im internen Duell deutlich schlagen, in der zweiten Hälfte ließ dieser den Italiener jedoch zusehends hinter sich. Während der Finne nun regelmäßig punktete und beim Großen Preis von Japan in Fuji als Zweiter die einzige Podestplatzierung für Renault in dieser Saison herausfuhr, konnte sich Fisichella kaum mehr in Szene setzen. Er beendete die Saison mit 21 Punkten auf Rang acht – einen Platz hinter Kovalainen.
Nachdem Flavio Briatore seine nächstjährige Fahrerpaarung auch nach Saisonende noch nicht hatte festlegen wollen, war den Beobachtern klar, dass Fisichella bei Renault keinen neuen Vertrag erhalten würde. Am 10. Dezember 2007 verkündete Renault tatsächlich, dass man 2008 mit Rückkehrer Fernando Alonso und Nelson Piquet junior antreten werde.

#### Force India (2008–2009)

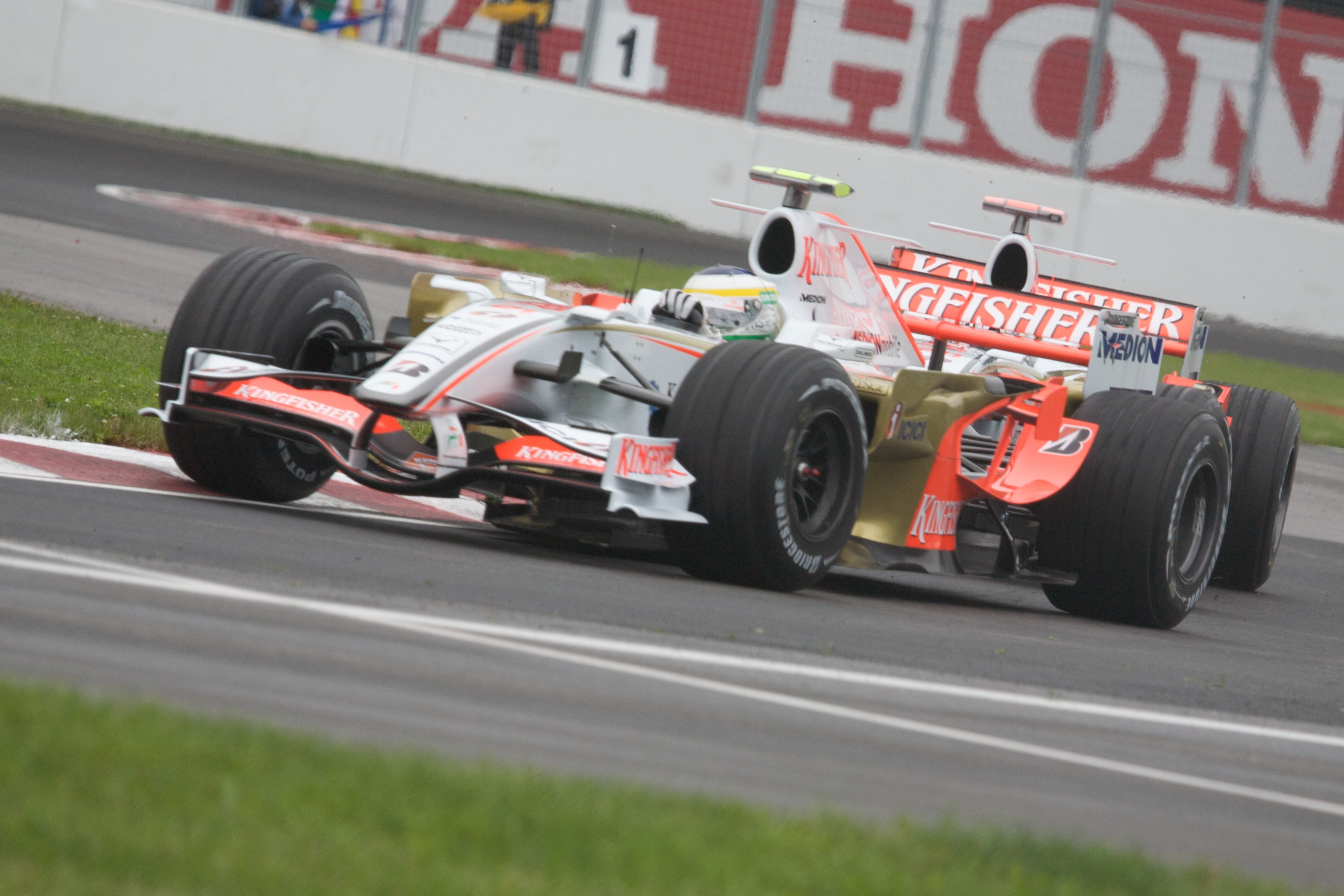
Fisichella im Force India-Ferrari, Kanada 2008

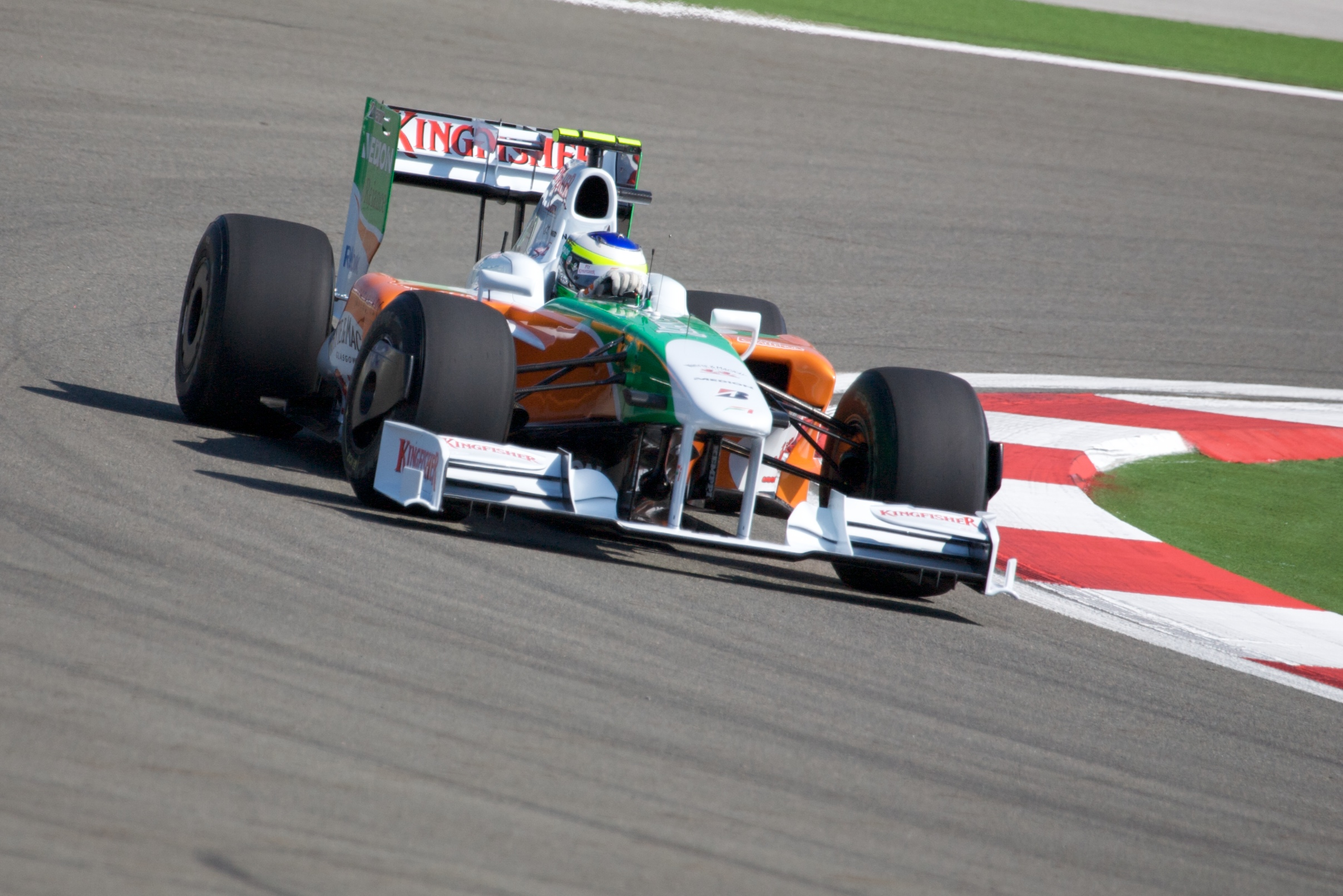
Fisichella im Force India-Mercedes, Türkei 2009

Mangels Alternativen bemühte sich Fisichella um ein Cockpit beim neuen Force India Formula One Team und nahm an Testfahrten für den indischen Rennstall teil. Bei diesen Testfahrten überzeugte Fisichella mit den schnellsten Zeiten von allen Teilnehmern. Am 10. Januar 2008 schließlich wurde er neben Adrian Sutil als Stammfahrer für die Saison 2008 offiziell bestätigt.
Zu Saisonbeginn überraschte Fisichella mit zwei zwölften und einem zehnten Rang. Im weiteren Verlauf der Saison blieb er hinter diesen Leistungen zurück und blieb ohne WM-Punkte. In der verregneten Qualifikation zum Großen Preis von Italien erreichte er den 12. Platz, womit er vor dem amtierenden Weltmeister Räikkönen und dem WM-Führenden Lewis Hamilton lag. Dies war das erste Mal, dass ein Force India in die zweite Qualifying-Session vordringen konnte. In der Gesamtwertung ließ Fisichella aufgrund der besseren Einzelergebnisse seinen Teamkollegen Sutil hinter sich und belegte den 19. Rang in der Fahrerwertung.
Zur Saison 2009 wechselte Force India von Ferrari- auf Mercedes-Triebwerke, die als fahrbarer und zuverlässiger galten. Zunächst begann das Jahr aber, wie das alte aufgehört hatte: im hinteren Teil des Feldes. Bis zur Saisonmitte konnten weder Fisichella noch sein Teamkollege Sutil WM-Punkte einfahren. Ab dem Großen Preis von Deutschland war ein deutlicher Aufwärtstrend zu erkennen und beide Fahrer qualifizierten sich regelmäßig im vorderen Mittelfeld. Beim Großen Preis von Belgien fuhr Fisichella dann überraschend auf die Pole-Position – die erste für Force India. Zudem holte er im Rennen, in dem er sich knapp dem Ferrari-Fahrer Räikkönen geschlagen geben musste, als Zweiter den ersten Podestplatz für das indische Team und erzielte darüber hinaus die ersten WM-Punkte für den Rennstall überhaupt.

#### Ferrari (2009)

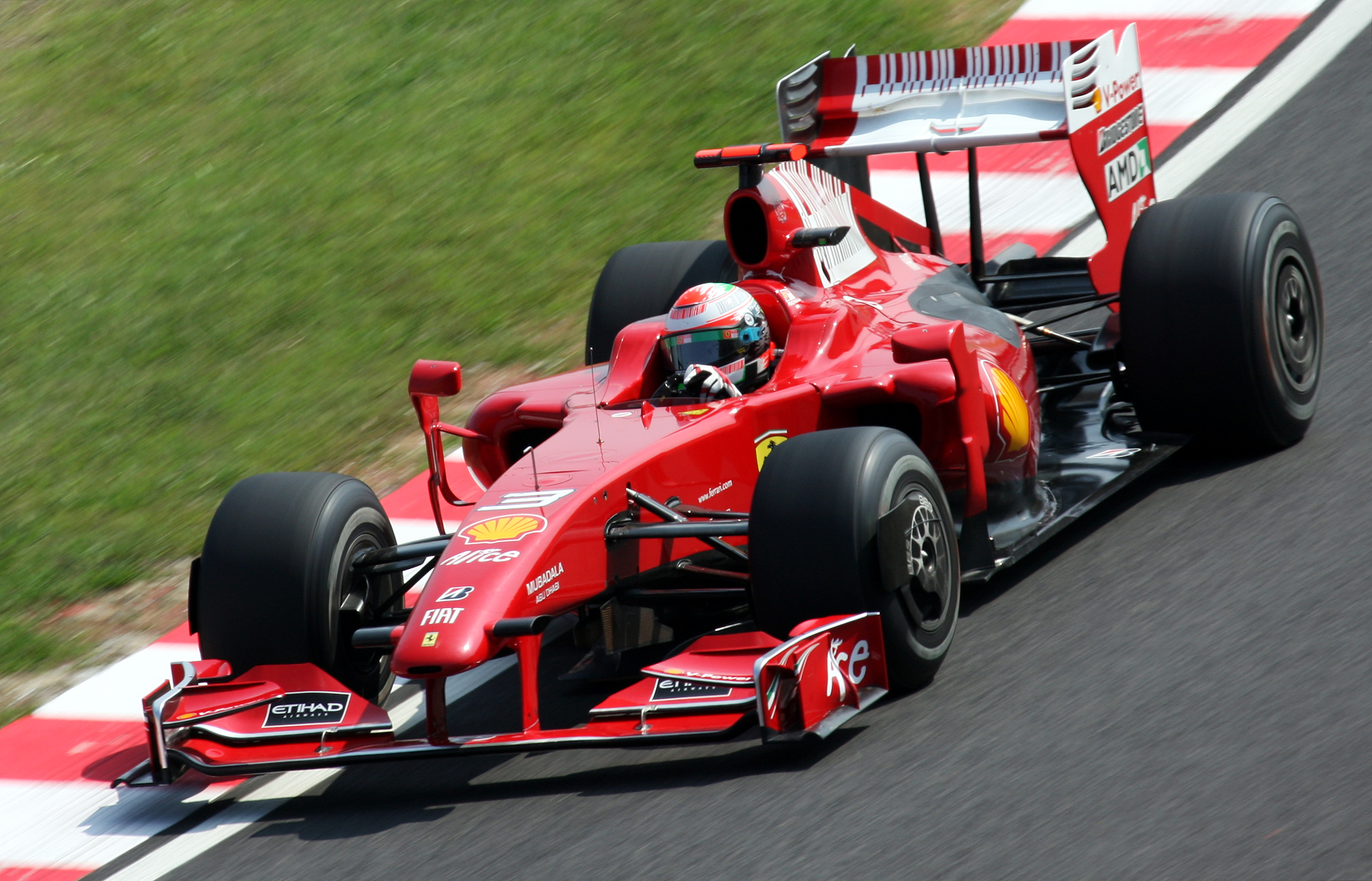
Fisichella als Ersatzfahrer im Ferrari F60, 2009

Schon bald nach Fisichellas Auftritt in Belgien lancierte die Fachpresse die ersten Gerüchte, wonach er ab dem Großen Preis von Italien den enttäuschenden Luca Badoer, der wiederum für den in Ungarn verunglückten Stammfahrer Felipe Massa eingesprungen war, bei Ferrari ersetzen könnte. Am 3. September 2009 wurde dieses Gerücht schließlich von Ferrari offiziell bestätigt. Fisichella bestritt die verbleibenden fünf Saisonrennen für Ferrari, ohne dabei WM-Punkte zu holen.

### GT-Sport (seit 2010)
2010 wechselte Fisichella in den GT-Sport zum Ferrari-Werksteam AF Corse. In der Le Mans Series wurde er zusammen mit seinen Teamkollegen Jean Alesi und Toni Vilander Vizemeister in der LMGT2-Kategorie. Außerdem traten die drei Piloten beim 24-Stunden-Rennen von Le Mans an und wurden Vierter in der GT2-Klasse. Darüber hinaus nahm er an drei Rennen der American Le Mans Series (ALMS) teil und war in der Formel-1-Weltmeisterschaft 2010 Test- und Ersatzfahrer der Scuderia Ferrari. 2011 blieb Fisichella bei AF Corse in der Le Mans Series. Zusammen mit seinem Teamkollegen Gianmaria Bruni gewann er zweimal die LMGTE-Pro-Wertung und wurde schließlich zusammen mit Bruni Sieger in dieser Wertung. Darüber hinaus nahm er an zwei Rennen der ALMS, bei denen er einmal die GT-Wertung gewann, sowie am 24-Stunden-Rennen von Le Mans, bei dem er zusammen mit Bruni und Vilander den zweiten Platz in der LMGTE-Pro-Wertung erzielte, an. Außerdem war Fisichella 2011 eine weitere Saison Formel-1-Testfahrer bei Ferrari.
2012 blieb Fisichella Testfahrer bei Ferrari.

## Unternehmerische Laufbahn
Zwischen 2006 und 2009 trat der Rennstall Fisichella Motor Sport (FMS) in der Superleague, in der Formel BMW und in der GP2-Serie an. Bei dem GP2-Engagement handelte es sich um eine Zusammenarbeit mit Coloni Motorsport aus Perugia. Der Einsatz wurde zum großen Teil von Fisichella finanziert, während Coloni für die tägliche Organisation verantwortlich war. Im Juli 2009 trennte sich Fisichella von Coloni; der GP2-Rennstall wurde kurz darauf in Party Poker Racing Scuderia Coloni umbenannt. Die anderen Rennsportaktivitäten von FMS wurden ebenfalls von Coloni übernommen.

## Statistik

### Karrierestationen
| - 1984–1994: Kartsport - 1991: Italienische Formel Alfa Boxter - 1992: Italienische Formel 3 (Platz 8) - 1993: Italienische Formel 3 (Platz 3) - 1994: Italienische Formel 3 (Meister) - 1994: Britische Formel 3 (Platz 16) - 1995: DTM (Platz 15) - 1995: ITC (Platz 10) - 1995: Formel 1 (Testfahrer) - 1996: Formel 1 - 1996: ITC (Platz 6) - 1997: Formel 1 (Platz 8) - 1997: Belgische Procar (Platz 12) | - 1998: Formel 1 (Platz 9) - 1999: Formel 1 (Platz 9) - 2000: Formel 1 (Platz 6) - 2001: Formel 1 (Platz 11) - 2002: Formel 1 (Platz 11) - 2003: Formel 1 (Platz 12) - 2004: Formel 1 (Platz 11) - 2005: Formel 1 (Platz 5) - 2006: Formel 1 (Platz 4) - 2007: Formel 1 (Platz 8) - 2008: Formel 1 (Platz 19) - 2009: Formel 1 (Platz 15) - 2010: Le Mans Series, LMGT2 (Platz 2) | - 2010: ALMS, GT2 (Platz 24) - 2010: Formel 1 (Testfahrer) - 2011: Le Mans Series, LMGTE-Pro (Meister) - 2011: ALMS, GT - 2011: Formel 1 (Testfahrer) - 2012: WEC (Platz 52) - 2012: Superstars Series (Platz 34) - 2012: Rolex Sports Car Series, GT - 2012: Formel 1 (Testfahrer) - 2013: WEC, GT - 2013: Rolex Sports Car Series, GT |

### Statistik in der Formel 1

#### Grand-Prix-Siege
| - 2003 Großer Preis von Brasilien (Interlagos) - 2005 Großer Preis von Australien (Melbourne) | - 2006 Großer Preis von Malaysia (Sepang) |

#### Gesamtübersicht
| Saison | Team                         | Chassis           | Motor            | Rennen | Siege | Zweiter | Dritter | Poles | schn. Rennrunden | Punkte | WM-Pos. |
| ------ | ---------------------------- | ----------------- | ---------------- | ------ | ----- | ------- | ------- | ----- | ---------------- | ------ | ------- |
| 1996   | Minardi Team                 | Minardi M195B     | Ford 3.0 V8      | 8      | –     | –       | –       | –     | –                | –      | –       |
| 1997   | B&H Total Jordan Peugeot     | Jordan 197        | Peugeot 3.0 V10  | 17     | –     | 1       | 1       | –     | 1                | 20     | 8.      |
| 1998   | Mild Seven Benetton Playlife | Benetton B198     | Playlife 3.0 V10 | 16     | –     | 2       | –       | 1     | –                | 16     | 9.      |
| 1999   | Mild Seven Benetton Playlife | Benetton B199     | Playlife 3.0 V10 | 16     | –     | 1       | –       | –     | –                | 13     | 9.      |
| 2000   | Mild Seven Benetton Playlife | Benetton B200     | Playlife 3.0 V10 | 17     | –     | 1       | 2       | –     | –                | 18     | 6.      |
| 2001   | Mild Seven Benetton Renault  | Benetton B201     | Renault 3.0 V10  | 17     | –     | –       | 1       | –     | –                | 8      | 11.     |
| 2002   | DHL Jordan Honda             | Jordan EJ12       | Honda 3.0 V10    | 16     | –     | –       | –       | –     | –                | 7      | 11.     |
| 2003   | Jordan Ford                  | Jordan EJ13       | Ford 3.0 V10     | 16     | 1     | –       | –       | –     | –                | 12     | 12.     |
| 2004   | Sauber Petronas              | Sauber C23        | Petronas 3.0 V10 | 18     | –     | –       | –       | –     | –                | 22     | 11.     |
| 2005   | Mild Seven Renault F1 Team   | Renault R25       | Renault 3.0 V10  | 18     | 1     | 1       | 1       | 1     | 1                | 58     | 5.      |
| 2006   | Mild Seven Renault F1 Team   | Renault R26       | Renault 2.4 V8   | 18     | 1     | –       | 4       | 1     | –                | 72     | 4.      |
| 2007   | ING Renault F1 Team          | Renault R27       | Renault 2.4 V8   | 17     | –     | –       | –       | –     | –                | 21     | 8.      |
| 2008   | Force India F1 Team          | Force India VJM01 | Ferrari 2.4 V8   | 18     | –     | –       | –       | –     | –                | –      | 19.     |
| 2009   | Force India F1 Team          | Force India VJM02 | Mercedes 2.4 V8  | 12     | –     | 1       | –       | 1     | –                | 8      | 15.     |
| 2009   | Scuderia Ferrari Marlboro    | Ferrari F60       | Ferrari 2.4 V8   | 5      | –     | –       | –       | –     | –                | –      | 15.     |
| Gesamt | Gesamt                       | Gesamt            | Gesamt           | 229    | 3     | 7       | 9       | 4     | 2                | 275    |         |

#### Einzelergebnisse
| Saison | 1   | 2   | 3   | 4   | 5   | 6   | 7   | 8   | 9   | 10  | 11  | 12  | 13  | 14  | 15  | 16  | 17 | 18 | 19 |
| ------ | --- | --- | --- | --- | --- | --- | --- | --- | --- | --- | --- | --- | --- | --- | --- | --- | -- | -- | -- |
| 1996   |     |     |     |     |     |     |     |     |     |     |     |     |     |     |     |     |    |    |    |
| DNF    |     |     | 13  | DNF | DNF | DNF | 8   | DNF | 11  |     |     |     |     |     |     |     |    |    |    |
| 1997   |     |     |     |     |     |     |     |     |     |     |     |     |     |     |     |     |    |    |    |
| DNF    | 8   | DNF | 4   | 6   | 9   | 3   | 9   | 7   | 11* | DNF | 2   | 4   | 4   | DNF | 7   | 11  |    |    |    |
| 1998   |     |     |     |     |     |     |     |     |     |     |     |     |     |     |     |     |    |    |    |
| DNF    | 6   | 7   | DNF | DNF | 2   | 2   | 9   | 5   | DNF | 7   | 8   | DNF | 8   | 6   | 8   |     |    |    |    |
| 1999   |     |     |     |     |     |     |     |     |     |     |     |     |     |     |     |     |    |    |    |
| 4      | DNF | 5   | 5   | 9   | 2   | DNF | 7   | 12* | DNF | DNF | 11  | DNF | DNF | 11  | 14* |     |    |    |    |
| 2000   |     |     |     |     |     |     |     |     |     |     |     |     |     |     |     |     |    |    |    |
| 5      | 2   | 11  | 7   | 9   | 5   | 3   | 3   | 9   | DNF | DNF | DNF | DNF | 11  | DNF | 14  | 9   |    |    |    |
| 2001   |     |     |     |     |     |     |     |     |     |     |     |     |     |     |     |     |    |    |    |
| 13     | DNF | 6   | DNF | 14  | DNF | DNF | DNF | 11  | 11  | 13  | 4   | DNF | 3   | 10  | 8   | 17* |    |    |    |
| 2002   |     |     |     |     |     |     |     |     |     |     |     |     |     |     |     |     |    |    |    |
| DNF    | 13  | DNF | DNF | DNF | 5   | 5   | 5   | DNF | 7   | DNS | DNF | 6   | DNF | 8   | 7   | DNF |    |    |    |
| 2003   |     |     |     |     |     |     |     |     |     |     |     |     |     |     |     |     |    |    |    |
| 12*    | DNF | 1   | 15  | DNF | DNF | 10  | DNF | 12  | DNF | DNF | 13* | DNF | 10  | 7   | DNF |     |    |    |    |
| 2004   |     |     |     |     |     |     |     |     |     |     |     |     |     |     |     |     |    |    |    |
| 10     | 11  | 11  | 9   | 7   | DNF | 6   | 4   | 9*  | 12  | 6   | 9   | 8   | 5   | 8   | 7   | 8   | 9  |    |    |
| 2005   |     |     |     |     |     |     |     |     |     |     |     |     |     |     |     |     |    |    |    |
| 1      | DNF | DNF | DNF | 5   | 12  | 6   | DNF | DNS | 6   | 4   | 4   | 9   | 4   | 3   | DNF | 5   | 2  | 4  |    |
| 2006   |     |     |     |     |     |     |     |     |     |     |     |     |     |     |     |     |    |    |    |
| DNF    | 1   | 5   | 8   | 6   | 3   | 6   | 4   | 4   | 3   | 6   | 6   | DNF | 6   | 4   | 3   | 3   | 6  |    |    |
| 2007   |     |     |     |     |     |     |     |     |     |     |     |     |     |     |     |     |    |    |    |
| 5      | 6   | 8   | 9   | 4   | DSQ | 9   | 6   | 8   | 10  | 12  | 9   | 12  | DNF | 5   | 11  | DNF |    |    |    |
| 2008   |     |     |     |     |     |     |     |     |     |     |     |     |     |     |     |     |    |    |    |
| DNF    | 12  | 12  | 10  | DNF | DNF | DNF | 18  | DNF | 16  | 15  | 14  | 17  | DNF | 14  | DNF | 17  | 18 |    |    |
| 2009   |     |     |     |     |     |     |     |     |     |     |     |     |     |     |     |     |    |    |    |
| 11     | 18* | 14  | 15  | 14  | 9   | DNF | 10  | 11  | 14  | 12  | 2   | 9   | 13  | 12  | 10  | 16  |    |    |    |

| Legende  | Legende            | Legende                                                          |
| Farbe    | Abkürzung          | Bedeutung                                                        |
| -------- | ------------------ | ---------------------------------------------------------------- |
| Gold     | –                  | Sieg                                                             |
| Silber   | –                  | 2. Platz                                                         |
| Bronze   | –                  | 3. Platz                                                         |
| Grün     | –                  | Platzierung in den Punkten                                       |
| Blau     | –                  | Klassifiziert außerhalb der Punkteränge                          |
| Violett  | DNF                | Rennen nicht beendet (did not finish)                            |
| Violett  | NC                 | nicht klassifiziert (not classified)                             |
| Rot      | DNQ                | nicht qualifiziert (did not qualify)                             |
| Rot      | DNPQ               | in Vorqualifikation gescheitert (did not pre-qualify)            |
| Schwarz  | DSQ                | disqualifiziert (disqualified)                                   |
| Weiß     | DNS                | nicht am Start (did not start)                                   |
| Weiß     | WD                 | zurückgezogen (withdrawn)                                        |
| Hellblau | PO                 | nur am Training teilgenommen (practiced only)                    |
| Hellblau | TD                 | Freitags-Testfahrer (test driver)                                |
| ohne     | DNP                | nicht am Training teilgenommen (did not practice)                |
| ohne     | INJ                | verletzt oder krank (injured)                                    |
| ohne     | EX                 | ausgeschlossen (excluded)                                        |
| ohne     | DNA                | nicht erschienen (did not arrive)                                |
| ohne     | C                  | Rennen abgesagt (cancelled)                                      |
| ohne     | keine WM-Teilnahme |                                                                  |
| sonstige | P/fett             | Pole-Position                                                    |
| sonstige | 1/2/3/4/5/6/7/8    | Punktplatzierung im Sprint-/Qualifikationsrennen                 |
| sonstige | SR/kursiv          | Schnellste Rennrunde                                             |
| sonstige | *                  | nicht im Ziel, aufgrund der zurückgelegten Distanz aber gewertet |
| sonstige | ()                 | Streichresultate                                                 |
| sonstige | unterstrichen      | Führender in der Gesamtwertung                                   |

### Le-Mans-Ergebnisse
| Jahr | Team              | Fahrzeug               | Teamkollege      | Teamkollege           | Platzierung             | Ausfallgrund |
| ---- | ----------------- | ---------------------- | ---------------- | --------------------- | ----------------------- | ------------ |
| 2010 | AF Corse SRL      | Ferrari F430 GT2       | Jean Alesi       | Toni Vilander         | Rang 16                 |              |
| 2011 | AF Corse          | Ferrari 458 Italia GTC | Gianmaria Bruni  | Toni Vilander         | Rang 13                 |              |
| 2012 | AF Corse          | Ferrari 458 Italia GTC | Gianmaria Bruni  | Toni Vilander         | Rang 17 und Klassensieg |              |
| 2013 | AF Corse          | Ferrari 458 Italia GT2 | Gianmaria Bruni  | Matteo Malucelli      | Rang 21                 |              |
| 2014 | AF Corse          | Ferrari 458 Italia GT2 | Gianmaria Bruni  | Toni Vilander         | Rang 15 und Klassensieg |              |
| 2015 | AF Corse          | Ferrari 458 Italia GT2 | Gianmaria Bruni  | Toni Vilander         | Rang 25                 |              |
| 2016 | Risi Competizione | Ferrari 488 GTE        | Matteo Malucelli | Toni Vilander         | Rang 19                 |              |
| 2017 | Risi Competizione | Ferrari 488 GTE        | Pierre Kaffer    | Toni Vilander         | Ausfall                 | Unfall       |
| 2018 | Spirit of Race    | Ferrari 488 GTE        | Thomas Flohr     | Francesco Castellacci | Rang 26                 |              |
| 2019 | Spirit of Race    | Ferrari 488 GTE        | Thomas Flohr     | Francesco Castellacci | Rang 43                 |              |
| 2020 | AF Corse          | Ferrari 488 GTE Evo    | Thomas Flohr     | Francesco Castellacci | Rang 39                 |              |
| 2021 | AF Corse          | Ferrari 488 GTE Evo    | Thomas Flohr     | Francesco Castellacci | Rang 39                 |              |
| 2022 | Iron Lynx         | Ferrari 488 GTE Evo    | Matteo Cressoni  | Richard Heistand      | Rang 46                 |              |

### Sebring-Ergebnisse
| Jahr | Team              | Fahrzeug               | Teamkollege      | Teamkollege      | Platzierung     | Ausfallgrund |
| ---- | ----------------- | ---------------------- | ---------------- | ---------------- | --------------- | ------------ |
| 2011 | AF Corse          | Ferrari F430 GTC       | Gianmaria Bruni  | Pierre Kaffer    | Rang 15         |              |
| 2012 | AF Corse          | Ferrari 458 Italia     | Gianmaria Bruni  | Toni Vilander    | Disqualifiziert |              |
| 2014 | Risi Competizione | Ferrari 458 Italia GT2 | Gianmaria Bruni  | Matteo Malucelli | Ausfall         | Unfall       |
| 2015 | Risi Competizione | Ferrari 458 Italia GTC | Andrea Bertolini | Pierre Kaffer    | Rang 11         |              |
| 2016 | Risi Competizione | Ferrari 488 GTE        | Davide Rigon     | Toni Vilander    | Rang 13         |              |
| 2017 | Risi Competizione | Ferrari 488 GTE        | James Calado     | Toni Vilander    | Rang 9          |              |

### Einzelergebnisse in der FIA-Langstrecken-Weltmeisterschaft
| Saison  | Team                    | Rennwagen          | 1   | 2   | 3   | 4   | 5   | 6   | 7   | 8   | 9   |
| ------- | ----------------------- | ------------------ | --- | --- | --- | --- | --- | --- | --- | --- | --- |
| 2012    | AF Corse                | Ferrari 458 Italia | SEB | SPA | LEM | SIL | SAO | BAH | FUJ | SHA |     |
| 2012    | AF Corse                | Ferrari 458 Italia | DNF | 19  | 17  | 21  | 16  | 13  | 18  | DNF |     |
| 2013    | AF Corse                | Ferrari 458 Italia | SIL | SPA | LEM | SAO | AUS | FUJ | SHA | BAH |     |
| 2013    | AF Corse                | Ferrari 458 Italia | 18  | 15  | 21  | 9   | 13  | 14  | 15  | 11  |     |
| 2014    | AF Corse                | Ferrari 458 Italia | SIL | SPA | LEM | AUS | FUJ | SHA | BAH | SAO |     |
| 2014    | AF Corse                | Ferrari 458 Italia | 15  |     |     |     |     |     |     |     |     |
| 2015    | AF Corse                | Ferrari 458 Italia | SIL | SPA | LEM | NÜR | AUS | FUJ | SHA | BAH |     |
| 2015    | AF Corse                | Ferrari 458 Italia | 25  |     |     |     |     |     |     |     |     |
| 2016    | Risi Competizione       | Ferrari 488 GTE    | SIL | SPA | LEM | NÜR | MEX | AUS | FUJ | SHA | BAH |
| 2016    | Risi Competizione       | Ferrari 488 GTE    | 19  |     |     |     |     |     |     |     |     |
| 2017    | Risi Competizione       | Ferrari 488 GTE    | SIL | SPA | LEM | NÜR | MEX | AUS | FUJ | SHA | BAH |
| 2017    | Risi Competizione       | Ferrari 488 GTE    | DNF |     |     |     |     |     |     |     |     |
| 2018/19 | Spirit of Race          | Ferrari 488 GTE    | SPA | LEM | SIL | FUJ | SHA | SEB | SPA | LEM |     |
| 2018/19 | Spirit of Race          | Ferrari 488 GTE    | 30  | 26  | 26  | 27  | 25  | 21  | 28  | 43  |     |
| 2019/20 | Spirit of Race AF Corse | Ferrari 488 GTE    | SIL | FUJ | SHA | BAH | AUS | SPA | LEM | BAH |     |
| 2019/20 | Spirit of Race AF Corse | Ferrari 488 GTE    | 26  | 24  | 26  | 23  | 26  | 21  | 39  | 16  |     |
| 2021    | Spirit of Race AF Corse | Ferrari 488 GTE    | SPA | POR | MON | LEM | BAH | BAH |     |     |     |
| 2021    | Spirit of Race AF Corse | Ferrari 488 GTE    | 23  | 20  | 25  | 39  | 24  | 25  |     |     |     |
| 2022    | Iron Lynx               | Ferrari 488 GTE    | SEB | SPA | LEM | MON | FUJ | BAH |     |     |     |
| 2022    | Iron Lynx               | Ferrari 488 GTE    | 29  | 28  | 46  | 25  | 33  | 31  |     |     |     |